# Bersrod
Bersrod ist ein Ortsteil der Gemeinde Reiskirchen im mittelhessischen Landkreis Gießen. Der Ort liegt etwa 12 km östlich von Gießen, am westlichen Rand des Vogelsberges, im Busecker Tal, direkt an der A 5. Bersrod hat Gemarkungsgrenzen zu den Nachbarorten Beuern, Großen-Buseck, Geilshausen, Reinhardshain, Winnerod und Reiskirchen.

## Ortsgeschichte

### Mittelalter
Die Ersterwähnung des Orts erfolgte zwischen 1252 und 1263: „... bona nostra in Birnesrode“ (Unsere Güter in Bersrod). : Vor 1282/83 datiert die Nennung
Berensrode in einem Kopiar aus der Zeit zwischen 1290 und 1306. 1359 heißt es in einer Urkunde des Klosters Arnsburg: „... zu Bernsrode“.
Der Ortsname benennt im Grundwort eine Siedlung, entstanden durch eine Rodung. Die Namensforschung leitet „Bers-“ von dem Rufnamen „Bern“ ab. Demnach bezeichnete Birnesrode bzw. Berensrode die „Siedlung eines Berns“.

### Neuzeit
Die Statistisch-topographisch-historische Beschreibung des Großherzogthums Hessen berichtet 1830 über das Busecker Tal:

„Busecker Thal (L. Bez. Giessen) Landstrich. Das Busecker Thal besteht aus 9 Orten: Altenbuseck, Großenbuseck, Albach, Beuern, Bersrod, Burkhardsfelden, Oppenrod, Reißkirchen und Rödchen, die zusammen 5675 Einwohner haben. – Die Vierer und Ganerben von Buseck kamen 1332 unter landgräfliche Gerichtsbarkeit. Sie haben aber niemals als Landsassen, sondern als unmittelbare Reichssassen angesehen seyn wollen. Im Jahr 1547 entstanden darüber große Streitigkeiten, und in dem 1576 erfolgten Vergleich erkannten zwar die Einwohner die landesfürstliche Hoheit des Landgrafen an, aber von dem Landgrafen wurde die Gerichtsbarkeit der von Buseck als ein unbestrittenes kaiserliches Lehen anerkannt. Neue Steitigkeiten veranlaßten 1706 den kaiserlichen Reichshofrath, den Vergleich aufzuheben, und das Busecker Thal für ein unmittelbares kaiserliches Lehen zu erklären, die Andersgesinnten mit 50 Mark löthigen Geldes als Strafe zu belegen, und die Aufrechthaltung dieses Beschlusses mehreren benachbarten Reichsständen zu übertragen. Hierauf wandte sich der Landgraf an die Reichsversammlung zu Regensburg, worauf 1725 dem Hause Hessen-Darmstadt die Geichtsbarkeit, nebst der Lehensherrlichkeit, als eine beständige kaiserliche Commission aufgetragen, und der Vergleich von 1576 bestätigt wurde. Im Jahr 1827 hat die Freiherrliche Familie von Buseck die ihr zustehende Patrimonialgerichtsbarkeit im Busecker Thal an den Staat abgetreten.“

sowie über Bersrod

„Bersrode (L. Bez. Giessen) evangel. Filialdorf; liegt 2 1⁄2 St. von Giessen, und gehört der Freiherrl. Familie von Buseck, hat 58 Häuser und 324 Einw., die außer 1 Kath. evang. sind. Der Ort besitzt eine Kirche, und gehörte schon im 15. Jahrhundert zur Kirche in Winnerod (L. Bez. Grünberg). Im Jahr 1827 sind die patrimonialgerichtsherrlichen Justiz- und Polizeigerechtsame an den Staat abgetreten worden.“

Hessische Gebietsreform (1970–1977)
Zum 1. Januar 1977 wurde im Zuge der Gebietsreform in Hessen die bis dahin selbstständige Gemeinde Bersrod durch das Landesgesetz Gesetz zur Neugliederung des Dillkreises, der Landkreise Gießen und Wetzlar und der Stadt Gießen in die Gemeinde Reiskirchen eingegliedert. Für Bersrod wurde wie für die übrigen Ortsteile ein Ortsbezirk mit Ortsbeirat und Ortsvorsteher eingerichtet.

### Verwaltungsgeschichte im Überblick
Die folgende Liste zeigt die Staaten und Verwaltungseinheiten, denen Bersrod angehört(e):
- 1508 und später: Heiliges Römisches Reich, Gericht Busecker Tal
- 1565 gehörte ein Teil zur Vogtei Winnerod
- vor 1567: Heiliges Römisches Reich, Landgrafschaft Hessen, Gericht Busecker Tal (Ganerbschaft des „Busecker Tals“ der Freiherren zu Buseck)
- ab 1567: Heiliges Römisches Reich, Landgrafschaft Hessen-Marburg, Gericht Busecker Tal (die gerichtlichen Auseinandersetzungen um die Landeshoheit endeten erst 1726)
- 1604–1648: Heiliges Römisches Reich, strittig zwischen Landgrafschaft Hessen-Darmstadt und Landgrafschaft Hessen-Kassel (Hessenkrieg)
- ab 1604: Heiliges Römisches Reich, Landgrafschaft Hessen-Darmstadt, Oberfürstentum Hessen, Oberamt Gießen (ab 1789), Gericht Busecker Tal
- ab 1806: Großherzogtum Hessen,[Anm. 2] Fürstentum Oberhessen, Landamt Gießen, Gericht Busecker Tal[13][14]
- ab 1815: Großherzogtum Hessen, Provinz Oberhessen, Landamt Gießen[15]
- ab 1821: Großherzogtum Hessen, Provinz Oberhessen, Landratsbezirk Gießen[Anm. 3]
- ab 1832: Großherzogtum Hessen, Provinz Oberhessen, Kreis Grünberg
- ab 1837: Großherzogtum Hessen, Provinz Oberhessen, Kreis Gießen
- ab 1848: Großherzogtum Hessen, Regierungsbezirk Gießen
- ab 1852: Großherzogtum Hessen, Provinz Oberhessen, Kreis Gießen
- ab 1867: Norddeutscher Bund,[Anm. 4] Großherzogtum Hessen, Provinz Oberhessen, Kreis Gießen
- ab 1871: Deutsches Reich, Großherzogtum Hessen, Provinz Oberhessen, Kreis Gießen
- ab 1918: Deutsches Reich (Weimarer Republik), Volksstaat Hessen, Provinz Oberhessen, Kreis Gießen
- ab 1938: Deutsches Reich, Volksstaat Hessen, Landkreis Gießen[16][Anm. 5]
- ab 1945: Amerikanische Besatzungszone,[Anm. 6] Groß-Hessen, Regierungsbezirk Darmstadt, Landkreis Gießen
- ab 1946: Amerikanische Besatzungszone, Hessen, Regierungsbezirk Darmstadt, Landkreis Gießen
- ab 1949: Bundesrepublik Deutschland, Hessen, Regierungsbezirk Darmstadt, Landkreis Gießen
- ab 1977: Bundesrepublik Deutschland, Hessen, Regierungsbezirk Darmstadt, Lahn-Dill-Kreis, Gemeinde Reiskirchen
- ab 1979: Bundesrepublik Deutschland, Hessen, Regierungsbezirk Darmstadt, Landkreis Gießen, Gemeinde Reiskirchen
- ab 1981: Bundesrepublik Deutschland, Hessen, Regierungsbezirk Gießen, Landkreis Gießen, Gemeinde Reiskirchen

### Gerichte seit 1803
In der Landgrafschaft Hessen-Darmstadt wurde mit Ausführungsverordnung vom 9. Dezember 1803 das Gerichtswesen neu organisiert. Für die Provinz Oberhessen wurde das „Hofgericht Gießen“ als Gericht der zweiten Instanz eingerichtet. Die Rechtsprechung der ersten Instanz wurde durch die Ämter bzw. Standesherren vorgenommen und somit war für Bersrod das „Patrimonialgericht der Freiherren zu Buseck“ in Großen-Buseck zuständig.
Im Großherzogtum Hessen wurden die Aufgaben der ersten Instanz 1821 im Rahmen der Trennung von Rechtsprechung und Verwaltung auf die neu geschaffenen Land- bzw. Stadtgerichte übertragen, aber erst ab 1827 wurde die Patrimonialgerichtsbarkeit durch das „Landgericht Gießen“ im Namen der Freiherren ausgeübt. Infolge der Märzrevolution 1848 wurden mit dem „Gesetz über die Verhältnisse der Standesherren und adeligen Gerichtsherren“ vom 15. April 1848 die standesherrlichen Sonderrechte endgültig aufgehoben.
Anlässlich der Einführung des Gerichtsverfassungsgesetzes am 1. Oktober 1879 wurden die bisherigen Land- und Stadtgerichte im Großherzogtum Hessen aufgehoben und durch Amtsgerichte an gleicher Stelle ersetzt, ebenso verfuhr man mit den als Obergerichten fungierenden Hofgerichten, deren Funktion nun die neu errichteten Landgerichte übernahmen. Die Bezirke des Stadt- und des Landgerichts Gießen wurden zusammengelegt und bildeten nun zusammen mit den vorher zum Landgericht Grünberg gehörigen Orten Allertshausen und Climbach den Bezirk des neu geschaffenen Amtsgerichts Gießen, welches seitdem zum Bezirk des als Obergericht neu errichteten Landgerichts Gießen gehört. Zwischen dem 1. Januar 1977 und  1. August 1979 trug das Gericht den Namen „Amtsgericht Lahn-Gießen“ der mit der Auflösung der Stadt Lahn wieder in „Amtsgericht Gießen“ umbenannt wurde.

### Wirtschaft
Vormals war der Ort stark bäuerlich geprägt, doch hat sich diese ländliche Struktur in den vergangenen 50 Jahren stark geändert. Früher waren nahezu alle Einwohner im Haupt- oder Nebenerwerb landwirtschaftlich tätig, heute gibt es im Ortskern von Bersrod keinen einzigen landwirtschaftlichen Erwerbsbetrieb mehr. Die Bewirtschaftung der Nutzflächen findet nur noch durch einige größere Betriebe -sog. „Aussiedlerhöfe“- statt, die außerhalb der alten Ortschaft liegen. Die Einwohner von Bersrod bewirtschaften nur noch zum Eigenverbrauch einige kleinere Flächen, wie Gärten oder kleinere Ackerparzellen oder Flächen zur Pferdehaltung und Pferdezucht. Die berufliche Tätigkeit führt die meisten Einwohner heute in den Einzugsbereich der Städte Gießen, Marburg und Frankfurt am Main.

## Bevölkerung
Auch in Bersrod zeigt sich die demographische Veränderung und idealtypisch auch die Ambivalenz der Entwicklung hessischer Dörfer und damit bäuerlicher Tradition insgesamt: Die Häuser im Dorfkern verfallen oder verwaisen, da die jüngere Generation in die am Ortsrand geschaffenen Neubaugebiete zieht oder ganz den Heimatort verlässt. Gleichzeitig aber findet eine Renaissance von alten Traditionen statt. So wird das jahrelang ungenutzte alte Backhaus schon seit vielen Jahren wieder in seiner Funktion verwendet und dient so der Aufrechterhaltung traditioneller bäuerlicher Gewohnheiten.

### Einwohnerstruktur 2011
Nach den Erhebungen des Zensus 2011 lebten am Stichtag dem 9. Mai 2011 in Bersrod 714 Einwohner. Darunter waren 18 (2,5 %) Ausländer. Nach dem Lebensalter waren 120 Einwohner unter 18 Jahren, 312 zwischen 18 und 49, 147 zwischen 50 und 64 und 138 Einwohner waren älter. Die Einwohner lebten in 324 Haushalten. Davon waren 114 Singlehaushalte, 84 Paare ohne Kinder und 96 Paare mit Kindern, sowie 18 Alleinerziehende und 12 Wohngemeinschaften. In 72 Haushalten lebten ausschließlich Senioren und in 222 Haushaltungen lebten keine Senioren.

### Einwohnerentwicklung
| • 1577: | 34 Hausgesesse                                                                   |
| • 1630: | 6 zweispännige, 17 einspännige Ackerleute, 7 Witwen, 6 Vormundschaften           |
| • 1669: | 129 Seelen                                                                       |
| • 1742: | ein Geistlicher/Beamter, 37 Untertanen, 5 Junge Mannschaften, 2 Beisassen/Juden. |
| • 1800: | 241 Einwohner                                                                    |
| • 1806: | 293 Einwohner, 48 Häuser                                                         |
| • 1829: | 324 Einwohner, 58 Häuser                                                         |
| • 1867: | 386 Einwohner, 73 Häuser                                                         |

| Bersrod: Einwohnerzahlen von 1669 bis 2019 | Bersrod: Einwohnerzahlen von 1669 bis 2019 | Bersrod: Einwohnerzahlen von 1669 bis 2019 | Bersrod: Einwohnerzahlen von 1669 bis 2019 | Bersrod: Einwohnerzahlen von 1669 bis 2019 |
| --- | ------------------------------------------ | ------------------------------------------ | ------------------------------------------ | ------------------------------------------ |
| Jahr |                                            |                                            |                                            | Einwohner                                  |
| 1669 | 1669                                       |                                            | 129                                        | 129                                        |
| 1804 | 1804                                       |                                            | 256                                        | 256                                        |
| 1830 | 1830                                       |                                            | 324                                        | 324                                        |
| 1834 | 1834                                       |                                            | 342                                        | 342                                        |
| 1840 | 1840                                       |                                            | 365                                        | 365                                        |
| 1846 | 1846                                       |                                            | 397                                        | 397                                        |
| 1852 | 1852                                       |                                            | 398                                        | 398                                        |
| 1858 | 1858                                       |                                            | 385                                        | 385                                        |
| 1864 | 1864                                       |                                            | 393                                        | 393                                        |
| 1871 | 1871                                       |                                            | 382                                        | 382                                        |
| 1875 | 1875                                       |                                            | 386                                        | 386                                        |
| 1885 | 1885                                       |                                            | 390                                        | 390                                        |
| 1895 | 1895                                       |                                            | 385                                        | 385                                        |
| 1905 | 1905                                       |                                            | 389                                        | 389                                        |
| 1910 | 1910                                       |                                            | 408                                        | 408                                        |
| 1925 | 1925                                       |                                            | 432                                        | 432                                        |
| 1939 | 1939                                       |                                            | 442                                        | 442                                        |
| 1946 | 1946                                       |                                            | 589                                        | 589                                        |
| 1950 | 1950                                       |                                            | 622                                        | 622                                        |
| 1956 | 1956                                       |                                            | 596                                        | 596                                        |
| 1961 | 1961                                       |                                            | 616                                        | 616                                        |
| 1967 | 1967                                       |                                            | 693                                        | 693                                        |
| 1970 | 1970                                       |                                            | 702                                        | 702                                        |
| 1995 | 1995                                       |                                            | 759                                        | 759                                        |
| 2000 | 2000                                       |                                            | 776                                        | 776                                        |
| 2003 | 2003                                       |                                            | 817                                        | 817                                        |
| 2005 | 2005                                       |                                            | 795                                        | 795                                        |
| 2010 | 2010                                       |                                            | 759                                        | 759                                        |
| 2011 | 2011                                       |                                            | 714                                        | 714                                        |
| 2016 | 2016                                       |                                            | 783                                        | 783                                        |
| 2019 | 2019                                       |                                            | 826                                        | 826                                        |
| Datenquelle: Historisches Gemeindeverzeichnis für Hessen: Die Bevölkerung der Gemeinden 1834 bis 1967. Wiesbaden: Hessisches Statistisches Landesamt, 1968. Weitere Quellen: LAGIS; Gemeinde Reiskirchen; 1970:; Zensus 2011 |                                            |                                            |                                            |                                            |

### Historische Erwerbstätigkeit
Quelle: Historisches Ortslexikon
| • 1961: | Erwerbspersonen: 142 Land- und Forstwirtschaft, 107 Prod. Gewerbe, 46 Handel, Verkehr und Nachrichtenübermittlung, 42 Dienstleistungen und Sonstiges. |

### Historische Religionszugehörigkeit
| • 1830: | 323 evangelische, ein katholischer Einwohner                              |
| • 1961: | 560 evangelische (= 90,91 %), 56 römisch-katholische (= 9,09 %) Einwohner |

## Kultur und Sehenswürdigkeiten
- Der Dorfkern – der Lindenplatz – ist ein ovaler von Linden umgebener Platz, in dessen Mitte ein Brunnen und am Anfang ein traditionelles mittelhessisches Backhaus steht. Er gilt als einer der schönsten Dorfplätze Hessens. In unmittelbarer Umgebung befinden sich die ehemalige Schule (worin sich das örtliche Jugendzentrum und die Schulungsräume der Freiwilligen Feuerwehr befinden) und die Einsatzräume der Feuerwehr von Bersrod. Auf dem Lindenplatz finden in regelmäßigen Abständen die Dorffeste statt.

- Nördlich des Dorfplatzes steht die Evangelische Kirche Bersrod, eine im Kern gotische Saalkirche aus dem 13. oder 14. Jahrhundert mit einem Obergeschoss aus verputztem Fachwerk von 1634 und einer klassizistisch geprägten Südfassade von 1763.

- Die Einwohner von Bersrod haben den Spitznamen die „Kuckucks“ bzw. „Bersröder Kuckucks“. Der Ursprung und die Bedeutung dieses Spitznamens liegen im Dunkeln. Seit der Erneuerung des Lindenplatzes und mit diesem des Dorfbrunnens wurde der „Bersröder Kuckuck“ auf dem Dorfbrunnen durch einmeißeln verewigt.

- Das wohl älteste Wohngebäude von Bersrod („Zur Eiche 2“) befindet sich in der unmittelbaren Nähe des alten und auch noch heute aktuellen Dorfmittelpunktes, des Lindenplatzes. Um den Lindeplatz herum und auch in der Talstraße befinden sich noch weitere Fachwerkhäuser aus verschiedenen Jahrhunderten. Die meisten Gebäude wurden aber im Laufe der Jahre bzw. Jahrhunderte umgebaut, verändert und den jeweiligen Bedingungen der Zeit angepasst. So findet man heute nur noch wenige Häuser mit sichtbarem Fachwerk und im Originalzustand.